# Lucas Ferro Caaveiro

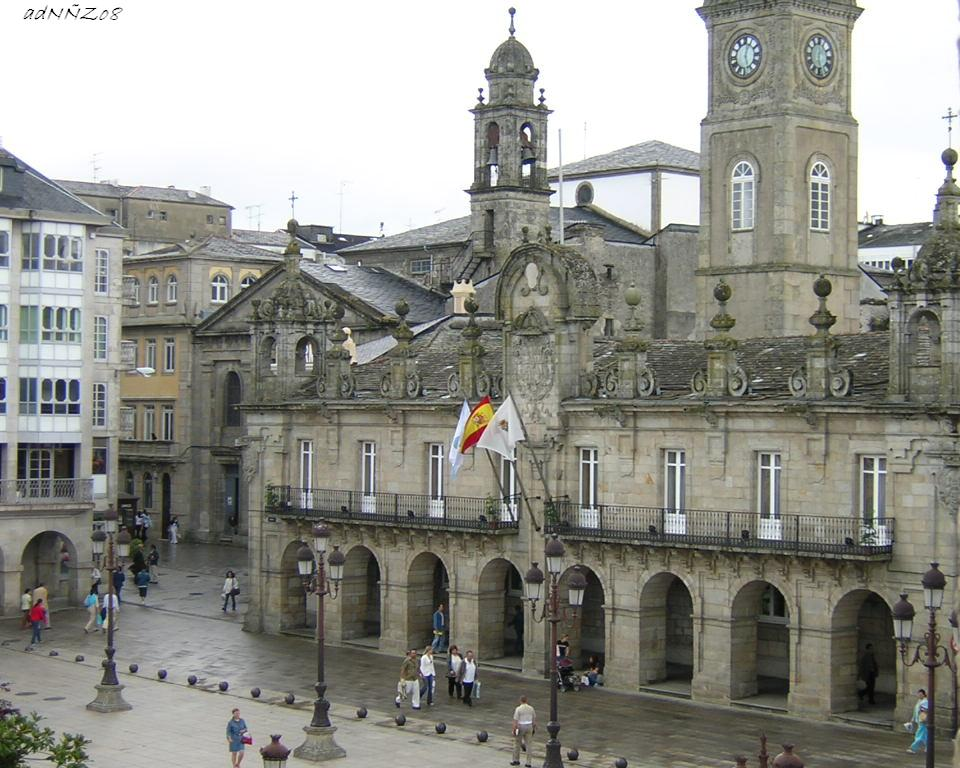
Casa Consistorial de Lugo, 1735-1744, del Maestro de Obras L. Ferro Caaveiro.

Lucas Antonio Ferro Caaveiro (1699-1770) fue un maestro de obras (precursor de la profesión de aparejador o arquitecto técnico) gallego, entre los más destacados del Barroco.

## Biografía artística
Ferro Caaveiro nació en el año 1699, en Santiago da Capela, parroquia del actual municipio de la Capela, en el norte de la provincia de La Coruña, aunque en aquella época formaba parte de la desaparecida provincia de Betanzos.

### En Lugo
En 1727 tenemos las primeras noticia sobre su actividad al ejecutar diseños del Arquitecto Fernando de Casas Novoa (ca. 1670-1749) en las obras de la capilla de la Virgen de los Ojos Grandes, que forma parte de la catedral de Lugo. Esta actividad , entre 1727 y 1732, al parecer, le otorgó gran prestigio en la ciudad de la muralla, pues pronto pasaría a tener varias encargos. Así en 1730 realizó el pazo-casa de los Sangro (que sería alterado alrededor de 1769). En el año siguiente trabaja en la capilla de San Roque, en aquella época situada fuera de la muralla, iglesia simple, de nave única, en la que volverá a rehacer parte de las obras en 1734.

#### Casa Consistorial de Lugo
En 1735 la corporación municipal de la ciudad le otorga un encargo de mayor trascendencia: Ferro Caaveiro es elegido para realizar las obras de la Casa Consistorial de Lugo. Las obras durarán hasta el año 1744. El arquitecto mantuvo parte de las estructuras preexistentes del edificio anterior de Pedro de Artigas. Levantó un palacete que se convirtió en uno de los edificios emblemáticos de Galicia, ayudado por el espacio de la Plaza Mayor que se abre delante, aunque ésta no existía con la amplitud actual. Ferro formó una edificación de dos plantas, la inferior, resuelta como arcada y la segunda con huecos rectos y dupla balconada. En el centro irguió un ático alzado, coronado con frontón curvo, en el que se dispone el escudo de España esculpido en relieve. A cada extremo de la fachada situó sendos campanarios. entre el ático y las campanas, varios balaustres muy ornamentados, sujetos por pequeñas volutas, coronan la línea del voladizo. Todos estos elementos de remate final, rompen la posible pesadez horizontal del edificio, que de por sí ya estaba aligerada por la arcada baja. De abajo para arriba, el espacio entre vanos está ocupado por pilastras en relieve de tipo caja, elemento típico del estilo barroco compostelano. El conjunto dota a la Casa Consistorial lucense de movimiento y juegos de luces-sombras. Se le adosó una torre durante el siglo XIX, que rompió la unicidad de la obra.

### En Santiago
Se marchó posteriormente a Santiago de Compostela para trabajar en la fachada del Obradoiro de su catedral, que dirigía Fernando de Casas Novoa, junto con Clemente Fernández Sarela (1716-1765), que era aparejador oficial de dicha sede. Cuando éste fallece, a finales de noviembre de 1749, será Ferro Caaveiro quien dirija la finalización de las obras hasta febrero de 1750, al tiempo que pasa a ser maestro arquitecto del cabildo catedralicio.
Por esa misma época, las monjas del Monasterio de San Pelayo de Antealtares en Compostela, confían en él para completar la fachada dos Carros, dotada de un mirador-torreón, obra en la que trabaja hasta 1753, resolviendo dignamente el problema para un espacio prácticamente esgonzado, que no permitía buenas perspectivas.
En 1754, y en la misma ciudad, traza la casa del n.º 40 de la Rúa Nova, de cuatro plantas. 

#### Iglesia de San Fructuoso
En ese mismo año de 1754, a mediados, proyecta y realiza la última de sus obras importantes, denominada entonces capilla de las Angustias de Abajo, actual iglesia de San Fructuoso, en la parte posterior del actual Palacio de Rajoy, enfrente de la cárcel municipal santiaguesa. La iglesia fue consagrada en 1756, pero las obras continuaron posteriormente, y, aún en 1767, su hijo Miguel Ferro Caaveiro (ca. 1740-1807) daba las trazas del retablo mayor. Se trata de una de las pocas edificaciones con planta novedosa dentro, no sólo del barroco gallego sino español, pues frente al predominio de la planta rectangular, Ferro introduce una planta central inscrita en cruz griega cubierta por cúpula, con anel decorado. La fachada está elaborada con decoración de placas y pilastras encajadas, organizada en forma de retablo, con avance de la calle central y retroceso de las laterales, calle central que se corona por un frontón rectilíneo, que acoge el escudo de España. Una sola campana de cuerpo realzado corona toda la fachada, pero la cornisa presenta una balaustrada con placas y rematada por las figuras de cuatro virtudes cardinales (para cierto vulgo "los cuatro palos de la baraja"). Esta fachada presenta una perspectiva inversa, pues al estar en una situación hundida, con respecto de la Praza del Obradoiro, desde la cual se puede contemplar mejor, los detalles son mayores y monumentales en la parte superior, y más simples en la inferior. Pola súa movimentación y decorado, interior y exterior , Ferro anticipa el rococó. En estatuaria exterior trabajó el escultor compostelano José Gambino (1719-1775).
En 1756, actúa en la reparación del puente del Sar y el camino que conduce a Orense, prácticamente en los extramuros del casco urbano.

### Los últimos años
En 1758, el cabildo catedralicio compostelano le encarga las trazas de la nueva fachada de la Azabachería, que substituía la portada medieval. El 30 de enero de 1759 pasó a dirigir las obras, con el aparejador Clemente Fernández Sarela. Entonces las obras fueron paralizadas en 1762, cando estaba ya erguida la primeira planta, parte de la segunda y el proyecto a punto de finalizar, pidiendo el cabildo un novo proyecto, que presentaron Ferro y Sarela. Después de diversos informes, el cabildo decide buscar un nuevo arquitecto, precindiendo de ambos maestros. En 1765 la dirección pasó a manos de Domingo Lois Monteagudo.
En 1764, Ferro Caaveiro presentó un proyecto para la Casa Consistorial de Santiago, que sería rechazado, pues la obra sería realizada por el ingeniero francés Charles Lemaur. Esto mostraba las dificultades que comezaban a tener los arquitectos barroquistas, pues comenzaba a ser preferido el nuevo estilo neoclásico, alentado por la reinante monarquía borbónica.
A partir de ese momento, aunque estaba trabajando en 1766 en reformas en los patios traseros del Hospital Real, su vida pasa al silencio. Es posible que pasase por dificultades, pues después de su fallecimiento, ocorrido en 1770, su viuda solicita ayuda del cabildo catedralicio.